# Tiempos difíciles (álbum)
Tiempos difíciles es el primer álbum del cantante de música popular argentina Juan Carlos Baglietto, publicado por EMI Records en 1982.

## Detalles
Desde su lanzamiento, el disco se ha convertido en un clásico de la música contemporánea argentina.
Marcó un récord al ser el primer disco debut de un artista argentino que alcanzó la certificación de doble platino.
Al principio el disco iba a ser llamado "Tiempos de guerra", en referencia a la Guerra de las Malvinas, durante la cual se publicó.
Del mismo modo, este es el primer trabajo discográfico en el que aparece Fito Páez (en teclados y coros), quien iniciaría una exitosa carrera solista al poco tiempo.

## Lista de canciones
| N.º | Título                          | Escritor(es)                                                 | Duración |  |
| 1.  | «Mirta, de regreso»             | Adrián Abonizio                                              | 4:35     |  |
| 2.  | «Aunque mañana no estés»        | Fito Páez                                                    | 3:02     |  |
| 3.  | «Era en abril»                  | Jorge Fandermole                                             | 4:44     |  |
| 4.  | «Los nuevos brotes»             | Letra: Juan Monfrini. Música: Rubén Goldín.                  | 3:42     |  |
| 5.  | «Puñal tras puñal»              | Fito Páez                                                    | 5:58     |  |
| 6.  | «Sobre la cuerda floja»         | Fito Páez                                                    | 5:36     |  |
| 7.  | «Dulce pájaro»                  | Rubén Goldín                                                 | 2:22     |  |
| 8.  | «La música del Río de la Plata» | Letra: Fito Páez y Juan Carlos Baglietto. Música: Fito Páez. | 3:46     |  |
| 9.  | «Sin luna»                      | Rubén Goldín                                                 | 6:25     |  |
| 10. | «La vida es una moneda»         | Fito Páez                                                    | 3:45     |  |

## Créditos y personal

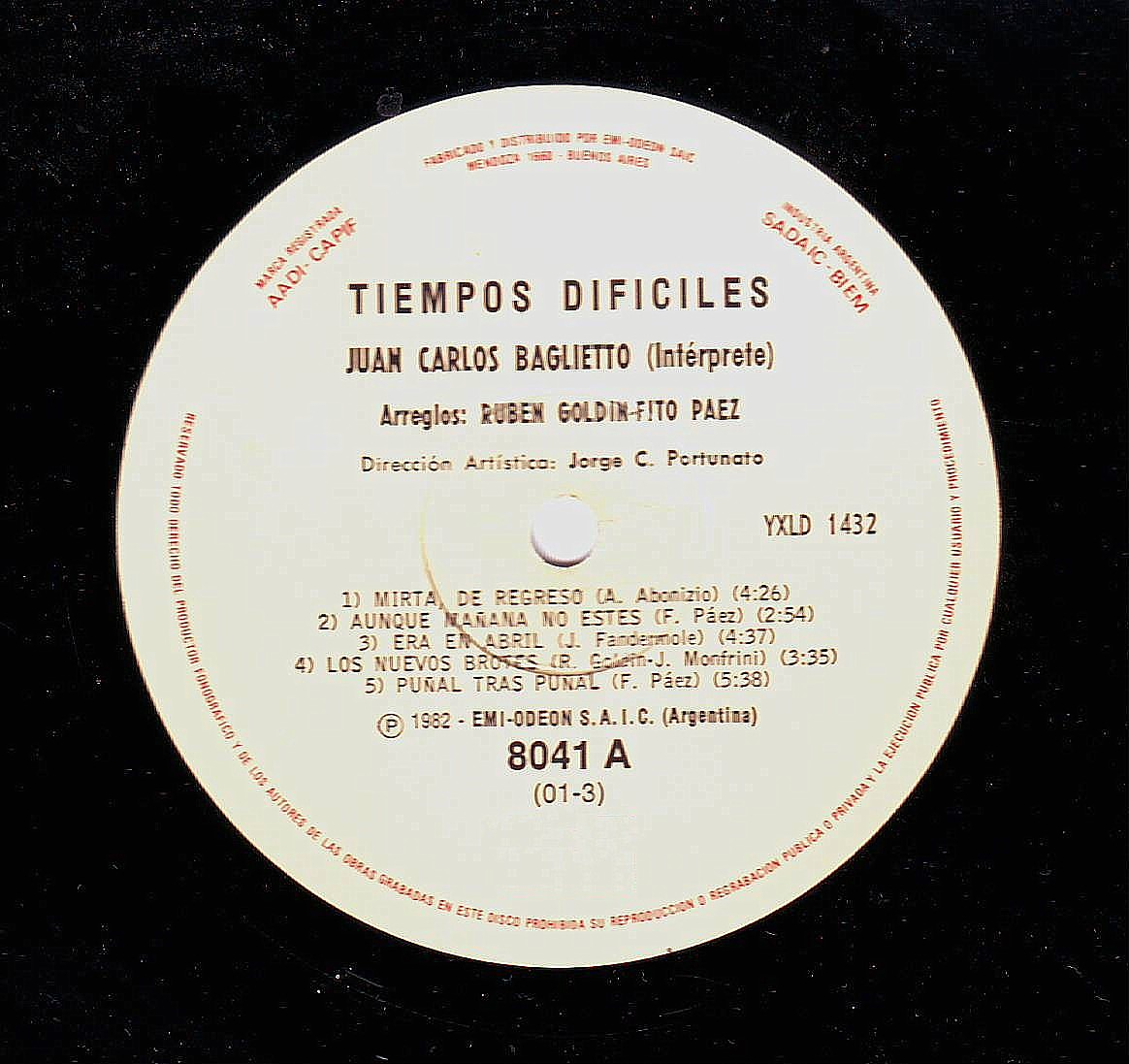
Edición original de Tiempos difíciles, en disco de vinilo.

- Juan Carlos Baglietto: Voz y guitarra acústica.
- Silvina Garré: Coros.
- Fito Páez: Piano, teclados, coros y arreglos.
- Rubén Goldín: Guitarra eléctrica, voz y arreglos.
- Sergio Sainz: Bajo eléctrico.
- Luis Cerávolo: Batería.
- José «Zappo» Aguilera: Percusión.
- Alejandro Santos: Flauta traversa.

- Manolo Juarez: Piano y arreglos en Los nuevos brotes.
- Chango Farías Gómez: Percusión en Los nuevos brotes.

- Dirección artística: Jorge C. Portunato